# Ранхейм (футбольный клуб)
«Ранхейм» — норвежский футбольный клуб из Ранхейма, расположенного в 6 километрах от города Тронхейма. Клуб был основан в 1901 году. С 2006 года является фарм-клубом «Русенборга». По итогам сезона-2017 в ОБОС-лиге через стыковые матчи вышел в высший дивизион. Ранее «Ранхейм» 8 раз принимал участие в главной лиге Норвегии, в сезонах: 1937/38, 1938/39, 1939/40, 1947/48, 1949/50, 1952/53, 1954/55 и 1955/56.